# Isfjorden
L'Isfjorden (che in lingua norvegese significa: Fiordo del ghiaccio) è un fiordo dell'isola di Spitsbergen, in cui si trovano la maggior parte degli insediamenti dell'arcipelago delle Svalbard, che fanno parte della Norvegia.

## Descrizione
Con i suoi 107 km di lunghezza, l'Isfjorden è per lunghezza il secondo fiordo delle isole Svalbard, dopo il Wijdefjorden, che è più lungo di appena un chilometro. Buona parte del fiordo è inclusa nel parco nazionale norvegese di Nordre Isfjorden Land National Park.
Sull'estremità meridionale del fiordo troviamo la stazione radiofonica di Isfjord radio. La seconda città è Barentsburg, villaggio russo la cui economia durante l'inverno si regge sull'estrazione di minerali, mentre in estate è basata principalmente sul turismo.
Più in là sul suo decorso è situata la capitale delle isole, nonché l'insediamento più popoloso delle isole Svalbard: Longyearbyen. Nella parte settentrionale, troviamo il villaggio minerario russo di Pyramiden, che è stato abbandonato pochi anni fa.
Le località di Svea e di Ny-Ålesund non si trovano sul fiordo, ma sono direttamente sul Mare Glaciale Artico.